# アニマルズ・アズ・リーダーズ
アニマルズ・アズ・リーダーズ (Animals As Leaders) は、ワシントンD.C.を拠点に活動するインスト・メタル・バンド。

## メンバー

### 現在のメンバー
- トーシン・アバシ (Tosin Abasi) - ギター (2007年– )、ベース (2008年– 2017年)
- ハヴィエル・レイス (Javier Reyes) - ギター (2009年– )、ベース (2015年– 2022年)
- マット・ガーストカ (Matt Garstka) - ドラム (2012年– )

### 元メンバー
- Chebon Littlefield - ベース、キーボード、プログラミング (2007年–2008年)
- Matt Halpern – ドラム (2009年) ※ペリフェリーのメンバー

- Navene Koperweis - ドラム (2009年–2012年)[3]

### 共同作業者
- ミーシャ・マンソー (Misha Mansoor) - プログラミング ※ペリフェリーのメンバー

## 来日公演
- 2012年 ※ビトウィーン・ザ・ベリード・アンド・ミーとのカップリング・ライブ
  - 11月8日 大阪 AVENUE A、11月9日 名古屋 3STAR、11月10日 渋谷 AUBE、11月11日 吉祥寺CLUB SEATA
- 2017年
  - 2月15日 梅田クラブクアトロ、2月16日 渋谷クラブクアトロ

## ディスコグラフィ

### スタジオ・アルバム
- Animals as Leaders (2009年)
- Weightless (2011年)
- The Joy of Motion (2014年)
- The Madness of Many (2016年)
- Parrhesia (2022年)

### ライブ・アルバム
- Live 2017 (2018年)

### シングル
- "Wave of Babies" (2010年)